# Iryna Melnykovová
Iryna Melnykovová (ukrajinsky Ірина Миколаївна Мельникова, Iryna Mykolajivna Melnykova; 24. října 1918 Mena – 3. listopadu 2010 Kyjev) byla ukrajinská historička zabývající se dějinami Československa, doktorka historických věd a členka korespondentka Národní akademie věd Ukrajiny. Mezi její badatelské zájmy patřily také politické a hospodářské dějiny střední a východní Evropy se zvláštním zaměřením na meziválečné období.

## Život
Iryna Melnykovová se narodila 24. října 1918 ve městě Mena v Černigovské gubernii. V roce 1940 vystudovala univerzitu v Kyjevě. Se začátkem německo-sovětského vojenského konfliktu v rámci druhé světové války byla evakuována do Kazachstánu, do města Šymkent. Melnykovová začala v nucené emigraci vyučovat dějepis na Jihokazachstánském pedagogickém institutu (1941–1942).
Poté studovala v postgraduálním studiu na Jednotné ukrajinské státní univerzitě v Kyzylordě (Tuva). V Kyjevě obhájila v roce 1946 disertační práci „Politika ruské vlády vůči Ukrajině v letech 1725–1740“, poté však ukrajinistiku opustila a věnovala se bohemistice a západní slavistice.
Byla manželkou ukrajinského historika Andrije Licholata.

## Výzkum
V letech 1947–1959 byla Melnykovová vedoucí vědeckou pracovnicí Ústavu slavistiky Akademie věd SSSR v Moskvě. Právě tam začala studovat politické dějiny Československa a Zakarpatska, které bylo právě anektováno Sovětským svazem.
Od roku 1957 pracovala Melnykovová v Kyjevě v Historickém ústavu Akademie věd SSSR. Tam v roce 1961 obhájila doktorskou práci na téma „Třídní boj v Československu v období dočasné částečné stabilizace kapitalismu (1924–1929)“. Tato práce dodnes zůstává nejucelenějším dílem z dějin československých politických stran 20. let, které vznikly na Ukrajině.
V letech 1965–1988 byla Melnykovová vedoucí katedry dějin socialistických mezinárodních vztahů, od roku 1988 vedoucí vědeckou pracovnicí. V roce 1973 byla zvolena členkou korespondentkou Akademie věd SSSR.
V 70. letech 20. století byla Melnykovová přední badatelkou v oblasti dějin evropských zemí, jako jedna z mála v oblasti dějin Československa. Navázala spolupráci s příslušnými historickými institucemi Akademie věd Bulharska, Československa a Polska. Po obnovení ukrajinské nezávislosti formovala agendu studia dějin mezinárodních vztahů Ukrajiny v moderní době. V roce 2002 jí byl udělen čestný titul „Zasloužilý pracovník vědy a techniky Ukrajiny“.